# Kötélhúzás

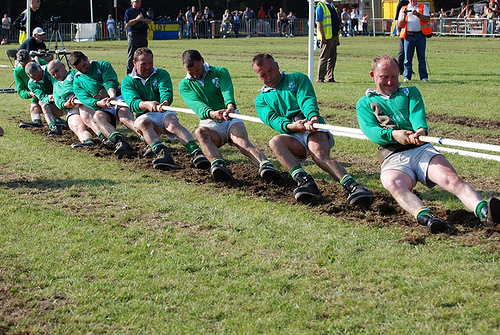
Az ír 600 kg-os csapat a 2009-es Európa Bajnokságon

A kötélhúzás egy sportág. Abból áll, hogy egy hosszú kötél mindkét végén egyenlő számú versenyző a megadott jelre egyszerre elkezdi húzni a kötelet; amelyik csoport a kötélen elhúzza ellenfelét, az a győztes.
1900 és 1920 között olimpiai sportág volt.
Nemzetközi szövetsége is van.
Budapesten 2017. júniusában egy hétvégén a Szabadság hídon rendezték meg a budapesti kötélhúzó bajnokságot.